# 軽
軽（かる）は、飛鳥の西郊にあった歴史地名。後世の大和国高市郡大軽村、現在の奈良県橿原市大軽町付近にあった。

## 概要
畝傍山の東南、石川池の西側にあり、古代奈良盆地南部を東西に走る山田道（上ツ道に通じる）と南北に走る下ツ道の交点（衢（ちまた））に位置していた。
『日本書紀』では懿徳天皇・孝元天皇・応神天皇が軽に宮殿を置いたと伝えられ、応神天皇は軽の坂上に設けられた厩で百済から献上された良馬を飼育させたとことから、坂が「厩坂」と呼ばれたと伝えられている。
また、7世紀（飛鳥時代）には「軽市」と呼ばれる市場が設けられて、当時の飛鳥一帯ではもっとも繁華な場所であった。